# Hümmelchen

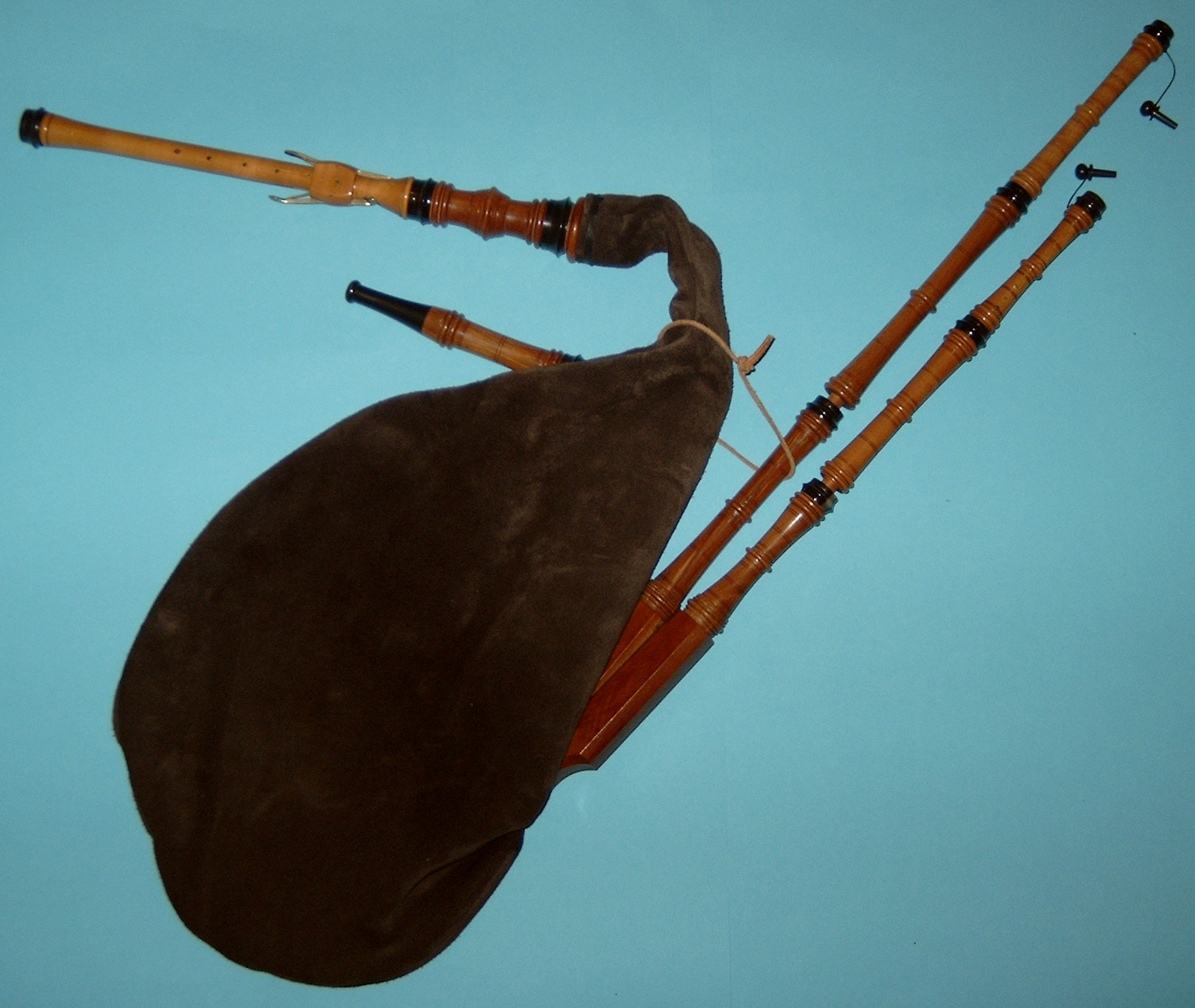
Modern hümmelchen

Le hümmelchen est une petite cornemuse "douce" germanique, qui date de la Renaissance. Il a été représenté et décrit dans le Syntagma musicum de Michael Praetorius. Cette cornemuse possède un chalumeau, ainsi que deux bourdons.